# Темешешть (Горж)
Темешешть, Темешешті (рум. Tămășești) — село у повіті Горж в Румунії. Входить до складу комуни Белешть.
Село розташоване на відстані 238 км на захід від Бухареста, 8 км на південний захід від Тиргу-Жіу, 89 км на північний захід від Крайови.

## Населення
За даними перепису населення 2002 року у селі проживала 751 особа, усі — румуни. Усі жителі села рідною мовою назвали румунську.